# Marcialonga Cycling
La Marcialonga Cycling è una gara di ciclismo, specialità granfondo. È nata nel 2007 (1400 i partenti della prima edizione) e si tiene la prima domenica di giugno o l'ultima domenica di maggio. Si svolge sulle strade del Trentino, in gran parte su quelle delle valli di Fiemme e Fassa, con sconfinamento però anche sui territori delle province di Bolzano e Belluno. Si tratta di strade che sono spesso state teatro di grandi battaglie sportive e di transiti ed arrivi di tappa del Giro d'Italia, come accadde nel 2008 con l'arrivo all'Alpe di Pampeago e col transito da Passo San Pellegrino, inserito nel percorso di gara della Marcialonga Cycling.
È la terza nata in casa Marcialonga, a fianco della celebre granfondo invernale (che nel 2008 ha festeggiato i primi 35 anni di storia) e della Marcialonga Running, gara podistica nata nel 2003 ed in programma per la prima domenica di settembre.

## Percorso
Sono due i percorsi di gara della Cycling, entrambi con partenza ed arrivo a Predazzo (Val di Fiemme), di fronte ai trampolini del salto in località Stalimen, dove ha sede il comitato Marcialonga. Due percorsi rispettivamente di 80 km (2488 metri di dislivello) e 135 km (3900 metri di dislivello). La gara punta subito alle grandi Dolomiti, salendo la Val di Fassa, con la svolta a Sen Jan di Fassa e l’ascesa del Passo Costalunga, quindi il suggestivo passaggio accanto al Lago di Carezza, la cui magia e bellezza sono note in tutto il mondo. La discesa a capofitto tra caratteristici paesi porterà alla seconda salita di giornata, la mitica scalata del Passo di Pampeago, più volte palco e cornice del Giro d’Italia e una delle più ambite dai grandi ciclisti. Si prosegue in picchiata, prendendo la via del ritorno verso Predazzo, dove ci sarà la scelta tra il tracciato lungo o l’arrivo del medio. Il percorso Granfondo prevede un nuovo passaggio a Moena e l’ascesa al Passo San Pellegrino, altra meta molto amata dai ciclisti nonché teatro delle lotte sportive del Giro. Da qui, altra discesa ed altra regione, il Veneto, per l’ultima scalata al Passo Valles, al cospetto delle imponenti Pale di San Martino. Infine, la lunga discesa alla volta di Predazzo, passando fra gli alberi secolari del Parco Naturale di Paneveggio.

## Albo d'oro

### Marcialonga Cycling 80 km
| Ed                               | Anno        | Uomini                      | Nazione | Tempo     |  | Donne               | Nazione | Tempo     |
| -------------------------------- | ----------- | --------------------------- | ------- | --------- |  | ------------------- | ------- | --------- |
| 1                                | 2007        | Alexander Zelger            | Italia  | 2:24:15 h |  | Alexandra Hober     | Italia  | 2:38:56 h |
| 2                                | 2008        | Alexander Zelger            | Italia  | 2:20:06 h |  | Dorina Vaccaroni    | Italia  | 2:45:00 h |
| 3                                | 2009        | Alexander Zelger            | Italia  | 2:20.19 h |  | Astrid Schartmüller | Italia  | 2:34:48 h |
| 4                                | 2010        | Silvano Janes               | Italia  | 2:21:44 h |  | Roberta Moschen     | Italia  | 2:39:23 h |
| 5                                | 2011        | Jarno Calcagni              | Italia  | 2:16:14 h |  | Martina Zanon       | Italia  | 2:29.53 h |
| 6                                | 2012        | Giuseppe Mazzocchi Giuseppe | Italia  | 2:10.39 h |  | Claudia Gentili     | Italia  | 2:26.03 h |
| 7                                | 2013        | Francesco Avanzo            | Italia  | 1:52.13 h |  | Manuela Sonzogni    | Italia  | 2:01:20 h |
| 8                                | 2014        | Andrea Pontalto             | Italia  | 1:52:13 h |  | Serena Gazzini      | Italia  | 2:31.07 h |
| 9                                | 2015        | Andrea Pontalto             | Italia  | 2:18:22 h |  | Serena Gazzini      | Italia  | 2:29:24 h |
| 10                               | 2016        | Jacopo Padoan               | Italia  | 2:14:44 h |  | Astrid Schartmüller | Italia  | 2:32:54 h |
| 11                               | 2017        | Andrea Pontalto             | Italia  | 2:15:56 h |  | Serena Gazzini      | Italia  | 2:29:49 h |
| 12                               | 2018        | Riccardo Zanrossi           | Italia  | 2:15:29 h |  | Jessica Leonardo    | Italia  | 2:34:57 h |
| 13                               | 2019        | Stefano Stagni              | Italia  | 2:31:18 h |  | Chiara Ciuffini     | Italia  | 2:49:06 h |
| 2020 - Virtual Craft             |             |                             |         |           |  |                     |         |           |
| 2021 - non disputata causa Covid |             |                             |         |           |  |                     |         |           |
| 14                               | 2022 - 55km | Federico Nicolini           | Italia  | 1:52:03 h |  | Annalisa Prato      | Italia  | 2:10:49 h |
| 15                               | 2023        | Marco Provera               | Italia  | 2:28:59 h |  | Luisa Isonni        | Italia  | 2:57:31 h |
| 16                               | 2024        | Pietro Sarti                | Italia  | 2:31:41 h |  | Luisa Isonni        | Italia  | 2:58:49 h |
| 17                               | 2025        | Davide Pantano              | Italia  | 2:29:01 h |  | Elisa Leardini      | Italia  | 2:56:46 h |

### Marcialonga Cycling 135 km
| Ed                                            | Anno          | Uomini             | Nazione  | Tempo      |  | Donne                 | Nazione | Tempo     |
| --------------------------------------------- | ------------- | ------------------ | -------- | ---------- |  | --------------------- | ------- | --------- |
| 1                                             | 2007          | Massimo Debertolis | Italia   | 4:14:46 h  |  | Brunella Bettati      | Italia  | 4:50:16 h |
| 2                                             | 2008          | Andrea Patuelli    | Italia   | 4:16:15 h  |  | Barbara Lancioni      | Italia  | 4:48.49 h |
| 3                                             | 2009          | Antonio Corradini  | Italia   | 4:18:47 h  |  | Anna Corona           | Italia  | 5:29:47 h |
| 4                                             | 2010          | Jarno Varesco      | Italia   | 4:23:28 0h |  | Monica Bandini        | Italia  | 5:11:51 h |
| 5                                             | 2011          | Fabrizio Lucciola  | Italia   | 4:05:29 h  |  | Edith Van den Brande  | Belgio  | 4:33:49 h |
| 2012 - non disputata causa frana a Forte Buso |               |                    |          |            |  |                       |         |           |
| 7                                             | 2013          | Kairelis Dainiius  | Lituania | 3:28:15 h  |  | Daniela Passalacqua   | Italia  | 3:55:30 h |
| 8                                             | 2014          | Roberto Cunico     | Italia   | 4:08:51 h  |  | Astrid Schartmüller   | Italia  | 4:38:27 h |
| 9                                             | 2015          | Enrico Zen         | Italia   | 4:12:00 h  |  | Valentina Gallo       | Italia  | 5:07:46 h |
| 10                                            | 2016          | Enrico Zen         | Italia   | 4:10:04 h  |  | Alexandra Hober       | Italia  | 4:42:12 h |
| 11                                            | 2017          | Stefano Cecchini   | Italia   | 4:00:20 h  |  | Manuela Sonzogni      | Italia  | 4:44:13 h |
| 12                                            | 2018          | Stefano Cecchini   | Italia   | 4:03:17 h  |  | Monica Bonfanti       | Italia  | 4:55:32 h |
| 13                                            | 2019          | Stefano Cecchini   | Italia   | 4:18:56 h  |  | Jessica Leonardi      | Italia  | 5:06:17 h |
| 2020 - Virtual Craft                          |               |                    |          |            |  |                       |         |           |
| 2021 - non disputata causa Covid              |               |                    |          |            |  |                       |         |           |
| 14                                            | 2022 - 110 km | Pietro Dutto       | Italia   | 3:41:42 h  |  |                       |         |           |
| 15                                            | 2023          | Manuel Senni       | Italia   | 4:15:44 h  |  | Maria Elena Palmisano | Italia  | 4:52:07 h |
| 16                                            | 2024 - 127 km | Manuel Senni       | Italia   | 4:08:29 h  |  | Roberta Bussone       | Italia  | 4:47:35 h |
| 17                                            | 2025          | Patrick Facchini   | Italia   | 4:11:29 h  |  | Annalisa Prato        | Italia  | 4:54:18 h |